# Vic Vipers Futsal Club
Vic Vipers Futsal Club – australijski klub futsalowy z siedzibą w mieście Melbourne (stan Wiktoria), obecnie występuje w najwyższej klasie rozgrywkowej Australii.

## Sukcesy
- F-League Championships (1): 2013
- F-League Premierships (3): 2013, 2015, 2016